# Stopno, Makole
Stopno este o localitate din comuna Makole, Slovenia, cu o populație de 85 de locuitori.